# Аксуат (озеро, Наурзумский район)
Аксуа́т — мелководное озеро в Тургайской ложбине на западе Северного Казахстана. Располагается на территории Наурзумского района Костанайской области. Представляет собой озёрную систему состоящую из Малого Аксуата (Аксуата) и Большого Аксуата, соединённых протокой длиной 700 м.
Озёрная система находится в Наурзумском заповеднике на высоте 119 м над уровнем моря. В зависимости от уровня уреза воды общая площадь озёр колеблется от 50 до 150 км² с глубиной, достигающей 3 м. Вода минерализована. Береговая линия изрезана, дно илистое. В маловодные годы озёра пересыхают.